# Steaksauce

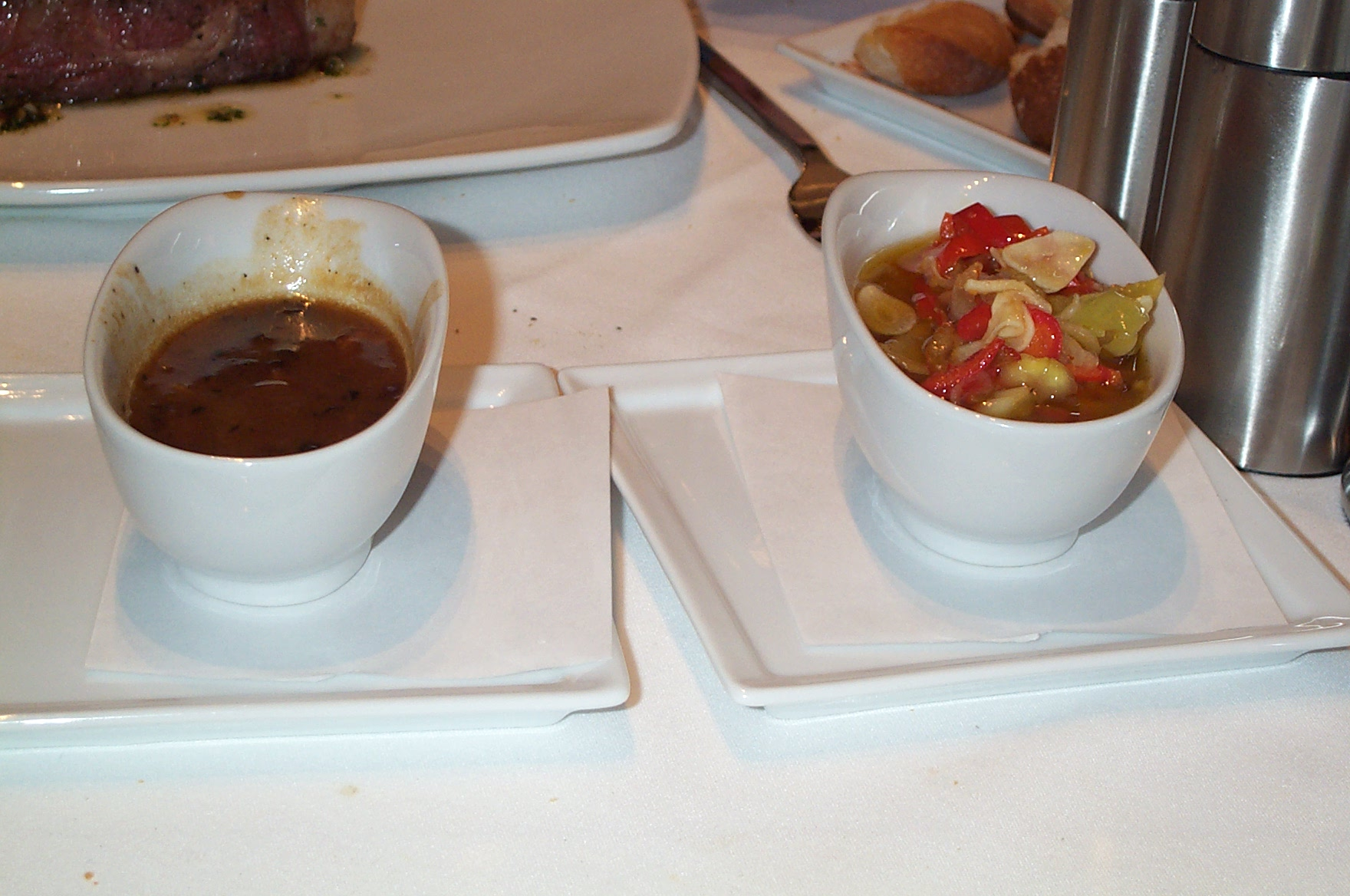
Zwei Arten von Steaksauce

Steaksauce ist eine würzige Sauce, die in den Vereinigten Staaten häufig mit Rindfleisch serviert wird.
Steaksauce hat normalerweise eine braune Farbe und wird oft aus Tomaten, Gewürzen, Essig und Rosinen und manchmal auch Sardellen hergestellt. Der Geschmack ist entweder säuerlich oder süß, mit einer pfeffrigen Note, ähnlich wie bei der Worcestershiresauce. Drei große Marken für Steaksauce sind Lea & Perrins, die H. J. Heinz Company und die A.1. Sauce. Darüber hinaus gibt es zahlreiche regionale Marken, die unterschiedliche Geschmacksprofile aufweisen.
Die Steaksauce der H. J. Heinz Company unterscheidet sich von anderen Steaksaucen dadurch, dass sie eine charakteristische dunkelorange-gelbe Farbe hat und eher nach mit Senfkörnern gewürztem Ketchup schmeckt. Heinz bewarb das Produkt mit dem Slogan „like ketchup with a kick“.